# Coupe d'Asie des nations de football 1960
Navigation
Hong Kong 1956 Israël 1964
La coupe d'Asie des nations de football 1960 est une compétition qui se déroula en Corée du Sud en octobre 1960 et fut remportée par la Corée du Sud.

## Tournoi final
|   | Équipe       | Pts | J | G | N | P | BP | BC | Diff |
| - | ------------ | --- | - | - | - | - | -- | -- | ---- |
| 1 | Corée du Sud | 6   | 3 | 3 | 0 | 0 | 9  | 1  | +8   |
| 2 | Israël       | 4   | 3 | 2 | 0 | 1 | 6  | 4  | +2   |
| 3 | Taïwan       | 2   | 3 | 1 | 0 | 2 | 2  | 2  | 0    |
| 4 | Sud-Vietnam  | 0   | 3 | 0 | 0 | 3 | 2  | 12 | -10  |

| 14 octobre 1960 | Corée du Sud | 5 | 1 | Sud-Vietnam |
| 16 octobre 1960 | Taïwan       | 2 | 0 | Sud-Vietnam |
| 17 octobre 1960 | Corée du Sud | 3 | 0 | Israël      |
| 19 octobre 1960 | Israël       | 5 | 1 | Sud-Vietnam |
| 21 octobre 1960 | Corée du Sud | 1 | 0 | Taïwan      |
| 23 octobre 1960 | Israël       | 1 | 0 | Taïwan      |

| 14 octobre 1960 | Corée du Sud                                                                     | 5 – 1 | Sud-Vietnam       | Hyochang Stadium, Séoul |                      |
| 15:15           | Cho Yoon-ok 15e 71e · Woo Sang-kwon 27e · Choi Chung-min 47e · Moon Jung-sik 56e |       | 70e Nguyễn Văn Tu | Spectateurs : 30 000    | Spectateurs : 30 000 |

| 17 octobre 1960 | Corée du Sud                            | 3 – 0 | Israël | Hyochang Stadium, Séoul                        |                                                |
| 15:00           | Cho Yoon-ok 17e 60e · Woo Sang-kwon 30e |       |        | Spectateurs : 30 000 Arbitrage : Yozo Yokoyama | Spectateurs : 30 000 Arbitrage : Yozo Yokoyama |

| 17 octobre 1960 | Taïwan           | 2 – 0 | Sud-Vietnam | Hyochang Stadium, Séoul |
|                 | Buteurs inconnus |       |             |                         |

| 19 octobre 1960 | Sud-Vietnam               | 1 – 5 | Israël                                                                  | Hyochang Stadium, Séoul |                      |
|                 | Trần Văn Nhung 68e (pen.) |       | 13e R. Levi · 18e Stelmach · 25e S. Levi · 32e Menchel · 70e Aharoniski | Spectateurs : 15 000    | Spectateurs : 15 000 |

| 21 octobre 1960 | Corée du Sud      | 1 – 0 | Taïwan | Hyochang Stadium, Séoul |  |
| 15:00           | Moon Jung-Sik 54e |       |        |                         |  |

| 23 octobre 1960 | Israël      | 1 – 0 | Taïwan | Hyochang Stadium, Séoul                        |                                                |
|                 | S. Levi 72e |       |        | Spectateurs : 25 000 Arbitrage : Yozo Yokoyama | Spectateurs : 25 000 Arbitrage : Yozo Yokoyama |

| Coupe d'Asie 1960 Vainqueur Corée du Sud 2e titre |

### Meilleur buteur
- 4 buts :
  -  Cho Yoon-ok